# ジョン・ストリングフェロー

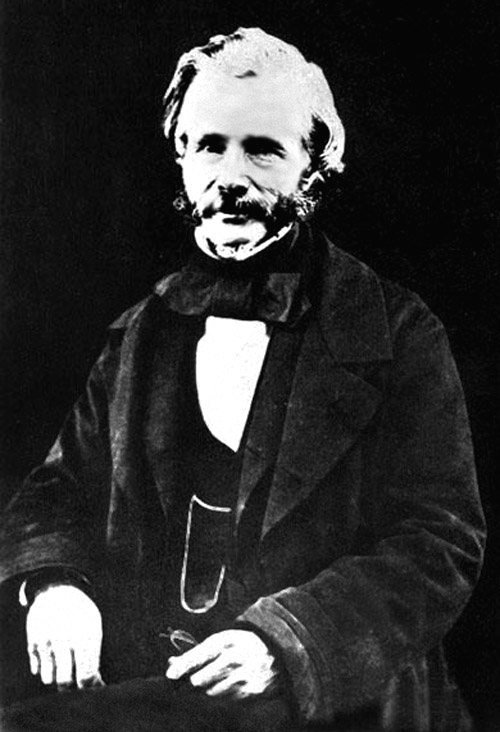
ジョン・ストリングフェロー

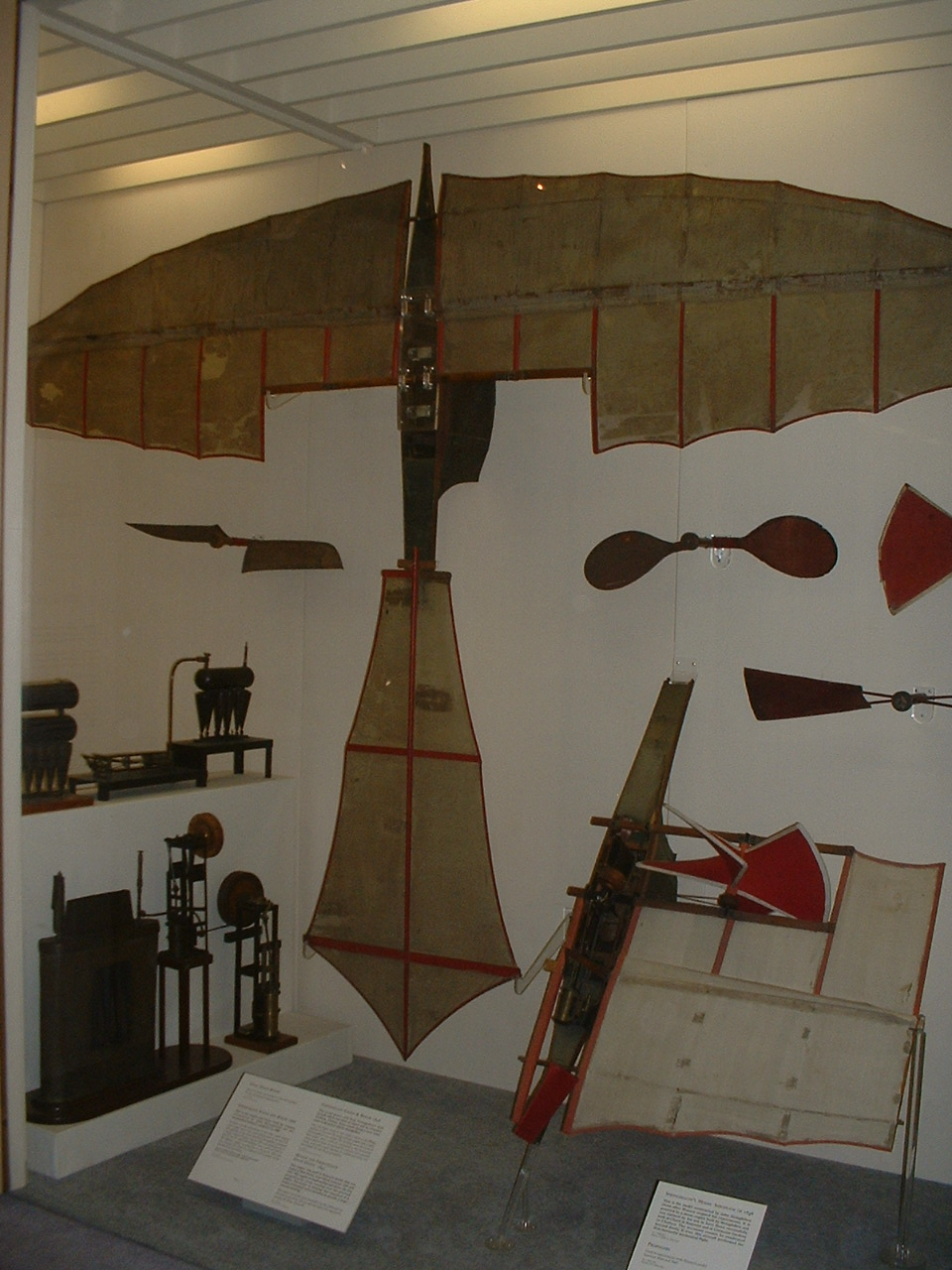
ストリングフェローの単葉模型飛行機（ロンドン科学博物館）

ジョン・ストリングフェロー（John Stringfellow 、1799年 - 1883年12月13日）は、イギリスの発明家。ウィリアム・ヘンソンの「空中蒸気車」計画の協力者として知られる。
イングランドのシェフィールド生まれ。長じてからはサマセット州チャード（Chard）で、レース編み用のボビンと送り装置の製造を生業としていた。同地の友人ヘンソンと組んで野心的な国際企業「空中輸送株式会社」を起業した（エジプトや中国のエキゾティックな風景を飛ぶ飛行機のポスターは有名である）。その努力にもかかわらず、ストリングフェローによる単葉および三葉の実用模型も、ヘンソンによる出力不足の蒸気動力機も、設計に難があった。2人は世間の注目を集めることには成功したが、「空中蒸気車」実機は未製作のまま計画は頓挫した。（以上の経緯はウィリアム・ヘンソン#「空中蒸気車」と「空中輸送会社」に詳しい。）
ストリングフェローは、ヘンソンが飛行機械開発を断念した後も独自に研究を続け、1848年にチャードの廃工場にて、蒸気機関を積んだ単葉の模型飛行機（右図。翼幅3.2m）をわずか10ft（3m）だが飛ばすことに成功した。このときは、天井に張られたワイヤのランナーに懸垂されて滑走し、その端から飛行し、カンバスシートに着陸した）（ただしこの実験を失敗と見なす資料や、現存する機体から推測される揚力の不足から成功の報告に疑問を投じる資料もある）
その後約20年間は飛行機開発から遠ざかるが、F・H・ウェナム（Francis Herbert Wenham）の業績に刺激を受け、1馬力の蒸気機関で動く三葉の模型飛行機を製作した（画像は下記外部リンク参照）。これは総重量が16イギリスポンド（約7kg）という軽量さを実現しており、1868年にロンドンの水晶宮における航空博覧会で公開飛行に供せられた（ストリングフェローは200ポンドの賞金を得たという）。固定翼の動力模型による、史上初の公開飛行であった。ただし資料によってはこの機体も離陸ができず失敗に終わったとされる。
チャードのフォア・ストリートには、彼の最初の原始的な機体を象ったブロンズ像が置かれている。町の博物館では、「内燃機関の発明以前にしてライト兄弟の有人飛行以前」の飛行に関する展示が行なわれている。ストリングフェローはコンパクトな蓄電池も発明し、特許を取っている（彼の蓄電池は医療目的で使われたごく初期の電池である）。